# Portugalia na Zimowych Igrzyskach Olimpijskich 1998
Portugalię na Zimowych Igrzyskach Olimpijskich 1998 reprezentowało dwoje zawodników. Mafalda Pereira była chorążym Portugalii podczas ceremonii otwarcia igrzysk.

## Wyniki

### Łyżwiarstwo szybkie
5000 m mężczyzn
- Fausto Armando de Oliveira Marreiros — 7:01.87 (→ 31. miejsce)

### Narciarstwo dowolne
Skoki akrobatyczne kobiet
- Mafalda Pereira — 118.86 (→ 21. miejsce)